# Sancha von der Provence

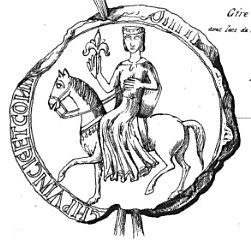
Siegel von Sancha von der Provence

Sancha von der Provence (französisch Sancie de Provence) (* um 1225; † 9. November 1261 in Berkhamstead) war eine Adlige aus dem Königreich Arelat. Durch Heirat wurde sie Countess of Cornwall und Königin der Römer.

## Herkunft
Sancha war die dritte Tochter von Raimund Berengar V. von der Provence und dessen Frau Beatrix von Savoyen. Ihr Vater war Graf von der Provence, einer Grafschaft im Königreich Arelat, das unter der Oberhoheit der Römisch-Deutschen Könige stand. Schon ihre Mutter galt als Schönheit, und auch Sancha und ihre drei Schwestern waren wegen ihres guten Aussehens berühmt.

## Erste Heiratspläne
Ihr Vater führte erste Verhandlungen über ihre Heirat mit Guigues VII., dem Dauphin von Viennois, die aber erfolglos blieben. Nach Sommer 1240 hielt Graf Raimond VII. von Toulouse bei Sanchas Vater um ihre Hand an. Er hatte zuvor seine Frau, mit der er nur eine Tochter, aber keine Söhne hatte, verstoßen. Mit der Heirat hatte er die Hoffnung, seinen langjährigen Konflikt mit dem Grafen von der Provence beizulegen und sich mit ihm gegen den französischen König Ludwig IX. zu verbünden. Der Graf der Provence stimmte der Heirat zu, worauf Sancha am 11. August 1241 in einer Stellvertreterhochzeit mit Raimund von Toulouse verheiratet wurde. Da Papst Gregor IX. sich aber geweigert hatte, die vorherige Ehe des Grafen von Toulouse aufzuheben, blieb die Eheschließung ungültig.

## Heirat mit Richard von Cornwall
Ende 1241 reiste Richard von Cornwall, ein jüngerer Bruder des englischen Königs, auf der Rückreise von seinem Kreuzzug durch Frankreich nach England. Sein Bruder König Heinrich III. hatte Sanchas ältere Schwester Eleonore geheiratet, und vermutlich besuchte Richard während der Reise seine Verwandten in der Provence. Dort traf der verwitwete Richard offenbar Sancha. Nach seiner Rückkehr nach England änderte er seine bisher ablehnende Haltung gegenüber Peter von Savoyen, einem Onkel von Sancha, der in England hoch in der Gunst des Königs stand. Richard von Cornwall  unterstützte nun auch den geplanten Feldzug seines Bruders nach Frankreich. Im Frühjahr 1242 reiste Peter von Savoyen sowie der Bischof von Hereford in die Provence und hielten in Richards Namen in Tarascon um die Hand von Sancha an. Raimund von Toulouse verzichtete nun auf seine Ehe mit Sancha, worauf ihr Vater der Heirat mit Richard von Cornwall zustimmte. Aufgrund des Kriegs zwischen Frankreich und England verzögerte sich aber die Reise von Sancha nach England. Im Mai 1243 erreichte sie zusammen mit ihrem Onkel Philipp von Savoyen und ihrer Mutter Bordeaux. Von dort reisten sie im November 1243 weiter nach England. In Dover wurden sie feierlich empfangen, von dort reisten sie weiter nach London. Am 23. November 1243 fand in Westminster Abbey die Heirat statt. Mit ihrem Mann hatte Sancha mindestens zwei Söhne:
- Richard (*/† 1246)
- Edmund, 2. Earl of Cornwall (1249–1300) ⚭ Margaret de Clare († 1312)

## Tätigkeit als Frau von Richard von Cornwall
Der politische Einfluss von Sancha in England blieb vermutlich gering. Nach der Heirat verbesserte sich aber das Verhältnis ihres Mannes zu seinem Bruder weiter. Dadurch wurde seine Stellung in England gestärkt. Nach dem Tod ihres Vaters 1245 erfuhren Sancha und ihr Mann, dass ihr Vater ihre jüngste Schwester Beatrix als alleinige Erbin eingesetzt hatte. Sowohl Richard von Cornwall wie auch Heinrich III. protestierten als Schwiegersöhne des verstorbenen Grafen bei Papst Innozenz IV. gegen diese Erbregelung. Der Papst wies ihre Einsprüche aber am 1. März 1246 zurück. Im März 1250 begleitete Sancha ihren Mann, als er zusammen mit Peter und Philipp von Savoyen zu Verhandlungen nach Paris reiste. Anschließend reisten Sancha und Richard weiter zum Papsthof in Lyon, das sie im April 1250 erreichten. Dort trafen sie auch Sanchas Onkel Bonifatius von Savoyen, den Erzbischof von Canterbury. Anschließend kehrten sie nach England zurück. Im Dezember 1254 erlaubte Richard von Cornwall Sancha, nach Paris zu reisen, wo sich das französische und englische Königspaar getroffen hatten. Sancha reiste daraufhin mit einem prächtigen Gefolge nach Paris, um nicht vor ihren königlichen Schwestern zurückzustehen. Da auch Sanchas Schwester Beatrix und ihr Mann Karl von Anjou sowie vermutlich ihre Onkel Peter und Thomas in Paris waren und ihre Mutter inzwischen in Paris lebte, fand zu Weihnachten ein Familientreffen statt. Nachdem Richard von Cornwall Anfang 1257 zum römisch-deutschen König gewählt worden war, reiste er mit seiner Frau Ende April 1257 nach Deutschland. Am 17. Mai 1257 wurde das Paar im Aachener Münster feierlich gekrönt. Ihr Mann konnte sich als König in Deutschland aber kaum behaupten und kehrte mehrfach nach England zurück. Sancha starb in Berkhamstead Castle, einer der Lieblingsresidenzen ihres Mannes in England. Sie wurde am 15. November 1261 in dem von ihrem Mann gestifteten Zisterzienserkloster Hailes beigesetzt. An ihrer Beisetzung nahmen auch ihre Onkel Peter und Bonifatius teil.